# Casal Cermelli
Casal Cermelli là một đô thị ở tỉnh Alessandria trong vùng Piedmont của Italia, có vị trí cách khoảng 80 km về phía đông nam của Torino và khoảng 9 km về phía nam của Alessandria. Tại thời điểm ngày 31 tháng 12 năm 2004, đô thị này có dân số 1.208 người và diện tích là 11,7 km².
Đô thị Casal Cermelli có các frazione (subdivision) Portanova.
Casal Cermelli giáp các đô thị: Bosco Marengo, Castellazzo Bormida, Frugarolo, và Predosa.